# Zamek Schuttbourg

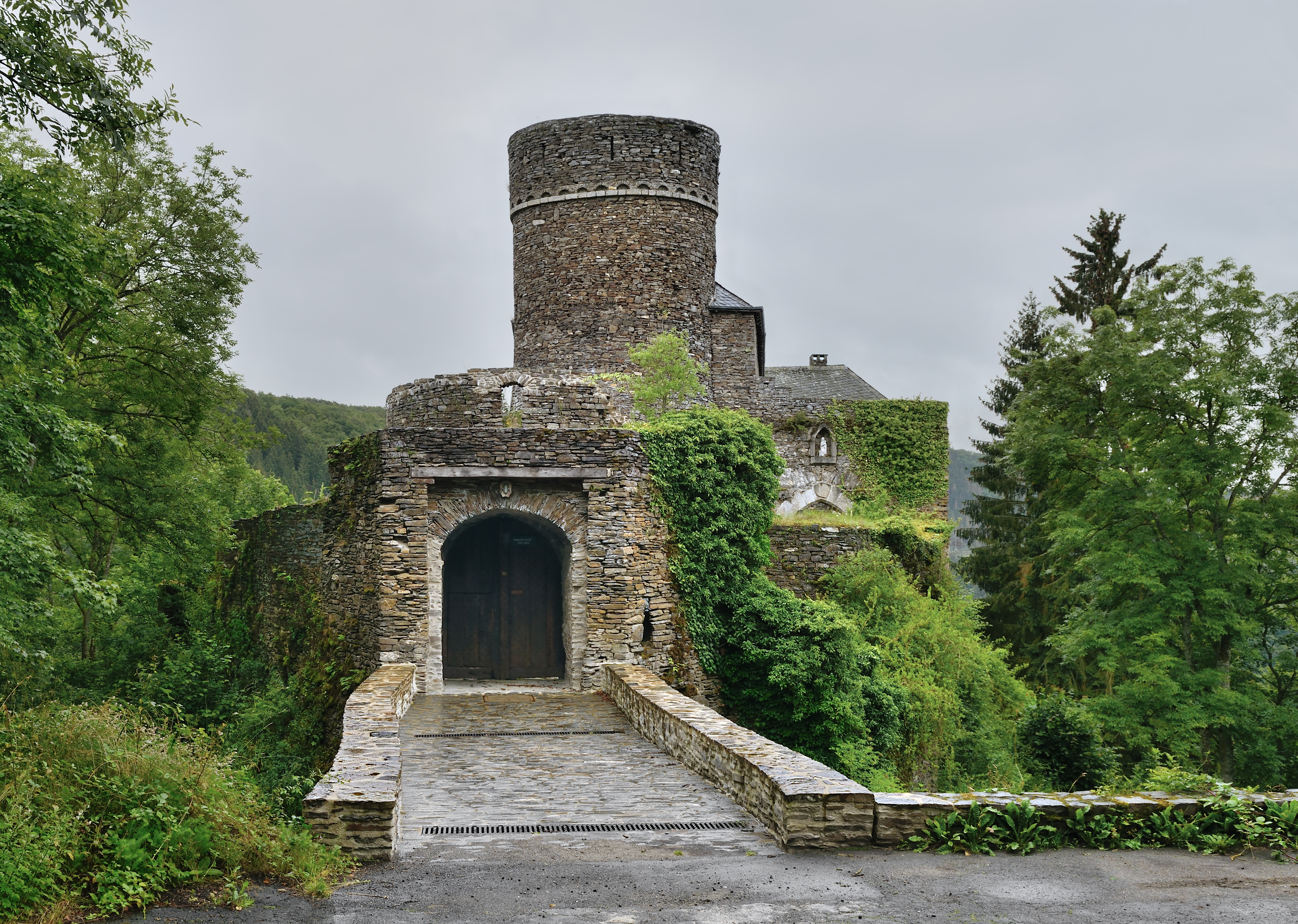
Wejście do zamku (2012)

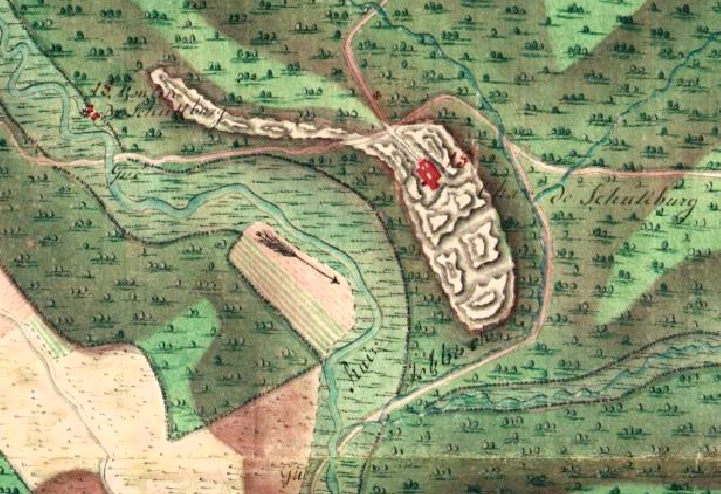
Plan zamku na mapie z 1777 roku

Zamek Schuttbourg (fr. Château de Schuttbourg) – zamek znajdujący się w Luksemburgu, pomiędzy miejscowościami Kautenbach i Consthum, górując nad doliną potoku Clerve.
Po raz pierwszy wzmiankowany w 1404 roku jako Schudenburg, jednak według niektórych źródeł wybudowany już w wieku XII. Od roku 1630 zamek był własnością rodziny de Humyn z Bastogne, następnie rodziny Hoefnagele z tego samego miasta. Od 1550 roku właściciele zamku posiadali również dużą farmę w Holzthum.
Na początku XX wieku zamek był ruiną, jednak w 1936 roku stał się własnością prywatną i został wyremontowany, by funkcjonować jako schronisko młodzieżowe, które otwarto w 1939 roku. Poważnie uszkodzony podczas ofensywy w Ardenach, został odbudowany w 1950 r.
W 2001 roku został wpisany na listę zabytków narodowych. Obecnie stanowi własność prywatną.

## Źródła
- Schuttbourg Castle na castles.nl
- The Schuttbourg Castle and its farm at Holzthum